# 蔡昭侯

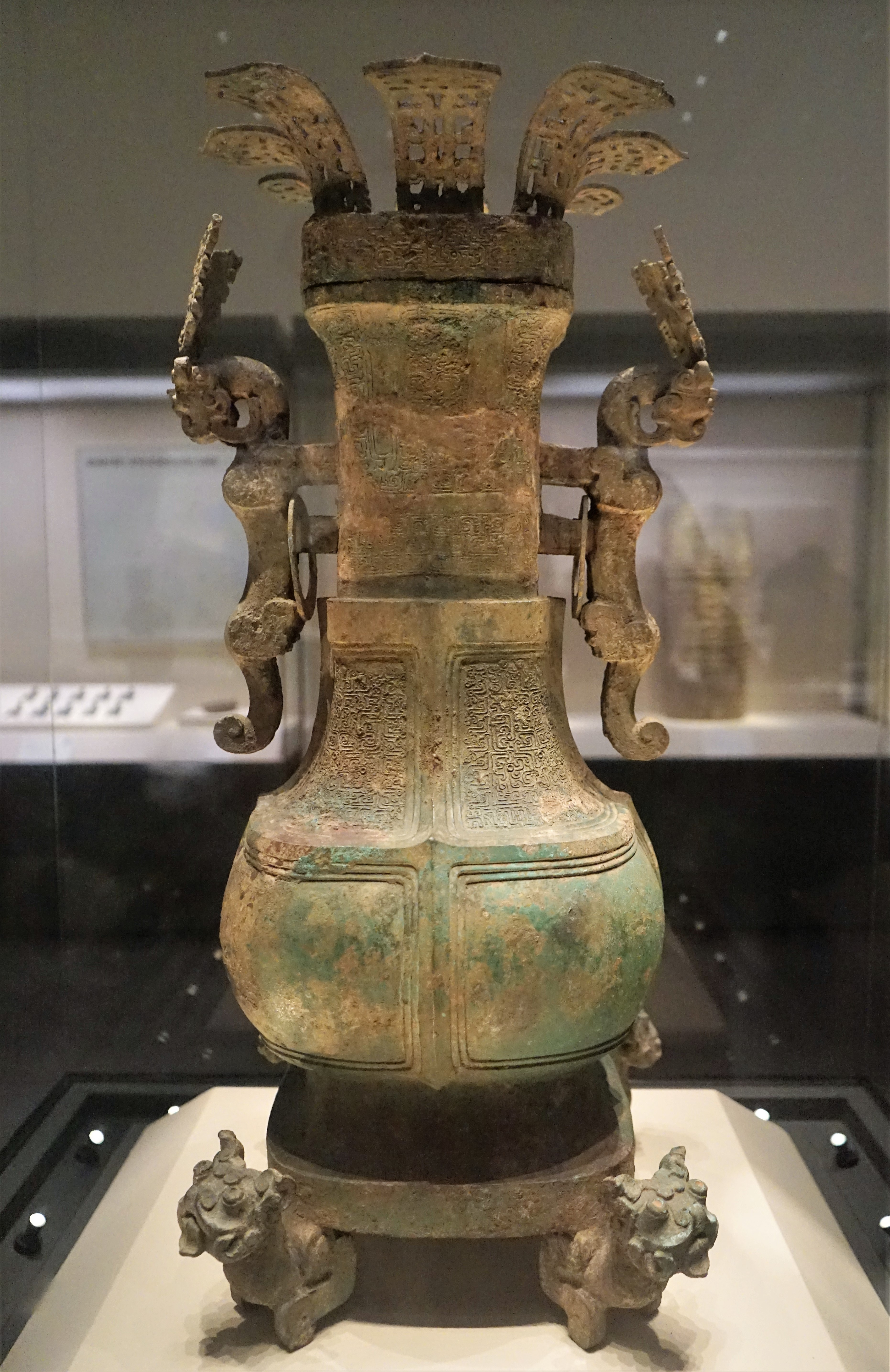
“蔡侯申”青铜方壶，1955年安徽寿县蔡侯墓出土。

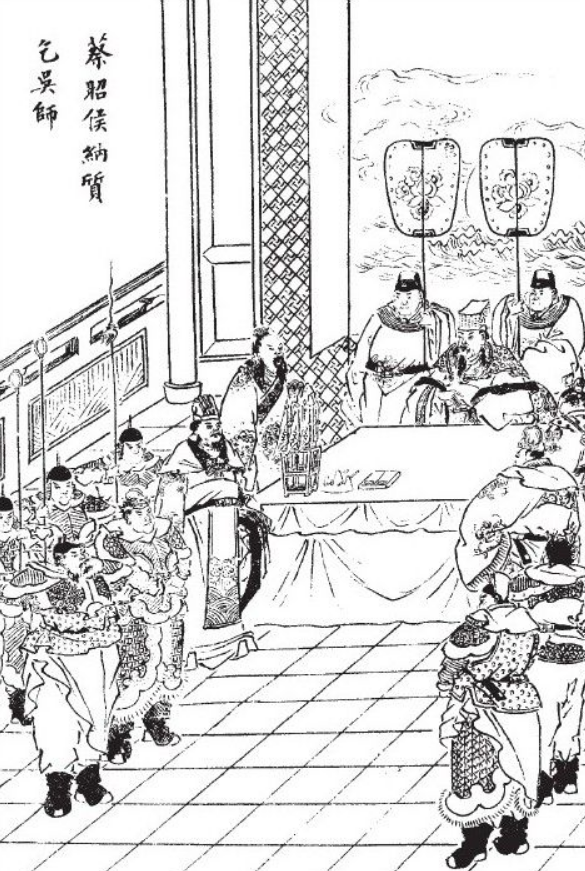
小说《东周列国志》插画：蔡昭侯纳质乞吴师

蔡昭侯（？—前491年），姬姓，名绅，一作申，是中國春秋時期諸侯國蔡國國君之一，在位28年（前518年－前491年）。他為蔡悼侯胞弟，在悼侯死後繼位。
前509年，蔡昭侯到楚国朝見楚昭王，囊瓦向他索取財物，昭侯不給，被扣留3年。昭侯對此经历感到十分委屈，獲釋回蔡後說“苟諸侯有欲伐楚者，寡人請為前列焉！”改國策為親晉。前506年，楚攻蔡，蔡昭侯把兒子送到吳國作人質，向吳求援。同年冬，吳蔡聯軍攻入楚都郢。吳軍在次年撤退後，楚昭王復國。前493年，楚昭王攻蔡，蔡向吳求救，吳認為蔡離吳太遠，難以救援，建議蔡遷近吳，蔡昭侯未經咨詢大夫便私下同意了，結果遷都州來（今安徽鳳台縣）。前491年，蔡昭侯打算入吳朝見，大夫恐怕昭侯又再次遷都，於是派人殺了昭侯，事後把兇手殺死。
為了鞏固雙方的聯盟，吳王闔閭將女兒叔姬嫁予其。